# Pancratium donaldii
Pancratium donaldii är en amaryllisväxtart som beskrevs av Ethelbert Blatter. Pancratium donaldii ingår i släktet Pancratium och familjen amaryllisväxter. Inga underarter finns listade i Catalogue of Life.